# Lirica galiziano-portoghese

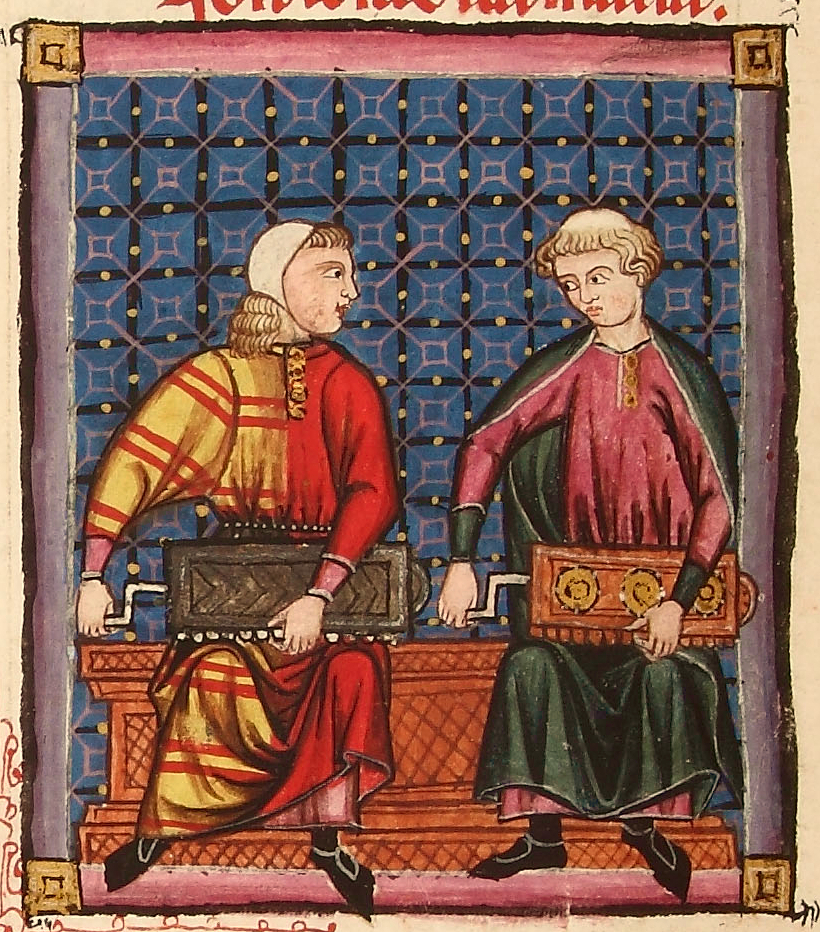
Sinfonia di cantiga, dalle Cantigas de Santa Maria

La poesia lirica galiziano-portoghese (trovadorismo in portoghese; trobadorismo in galiziano) si sviluppò nel medioevo, principalmente tra il XII e il XIV secolo, scritta in galiziano-portoghese, la lingua primitiva da cui deriveranno successivamente il portoghese e il galiziano moderni. Anche se la maggior parte dei poeti, dei quali si possiedono riferimenti, provenivano dalla Galizia e dal Portogallo settentrionale, la lingua galiziano-portoghese della poesia lirica venne coltivata comunque da una moltitudine di poeti di altri luoghi della penisola iberica (l'esempio più notevole è rappresentato da Alfonso X il Saggio, autore delle Cantigas de Santa Maria, ugualmente in galiziano-portoghese), arrivando ad essere una lingua fondamentale nella lirica colta della Castiglia dei secoli XIII e XIV.

## Origini
Due dei generi principali, le cantigas de amor e le cantigas de escarnio, traggono la loro origine dalla letteratura dei trovatori provenzali. Mentre in altri luoghi, come in Catalogna o in Lombardia, i trovatori locali utilizzarono l'occitano come lingua di espressione poetica, nel nord-ovest della penisola iberica i poeti erano propensi ad impiegare la loro lingua volgare, il galiziano-portoghese. Tuttavia, adattarono la tematica, la metrica e le convenzioni specifiche della poesia trobadorica, con leggere variazioni. Esistono inoltre numerosi provenzalismi nelle cantigas de amor e cantigas de escarnio che evidenziano la loro origine provenzale.
L'influenza provenzale proviene principalmente da tre vie:
- Attraverso Barcellona, luogo di transito obbligato per tutti gli apporti culturali occitani (influenza incentivata ancor più dall'immigrazione provocata nel 1213 dalla sconfitta dell'eresia albigese).
- Attraverso i legami matrimoniali tra le monarchie della penisola e le principesse occitane: Alfonso VI sposò in quattro occasioni figlie di signori feudali del Mezzogiorno francese. Una delle sue mogli, Inés di Aquitania, era figlia di Guglielmo VIII d'Aquitania e sorella del trovatore Guglielmo di Poitiers (Guglielmo IX). Un'altra fu Costanza di Borgogna. I nipoti di Costanza, Raimondo ed Enrico di Borgogna sposarono le figlie di Alfonso VI, Urraca e Teresa, per cui sono rispettivamente i padri di Alfonso VII di Castiglia e di Alfonso I del Portogallo. Con questi legami arrivarono nella penisola numerosi cavalieri, monaci, chierici, e, si suppone, trovatori.
- Attraverso il Cammino di Santiago: Guglielmo di Poitiers e suo figlio, Guglielmo X d'Aquitania, andarono in pellegrinaggio a Santiago di Compostela nella prima metà del XII secolo. Il vescovo compostelano Xelmírez, propulsore del Cammino, inviò vari clerici a formarsi in Francia e Italia.

Un problema distinto è quello che riguarda l'origine delle cantigas de amigo, che non hanno precedenti nella lirica provenzale. Dato che sono poste in bocca a donne, sono state relazionate con le jarchas mozarabiche. Si è parlato di una tradizione folclorica che potrebbe risalire a epoche molto antiche e alcune attestazioni frammentarie sarebbero le jarchas (raccolte da poeti arabi ed ebrei) e le cantigas de amigo (raccolte e coltivate dai trovatori galiziano-portoghesi); Inoltre bisogna aggiungere, probabilmente, le chansons de toile e le frauenlieder (in tedesco, cantigas de amigo), come referenti extra-peninsulari che testimonierebbero una tradizione pan-europea.

## Evoluzione della lirica galiziano-portoghese
Esistono varie proposte che consentono di descrivere l'evoluzione della lirica galiziano-portoghese, a seconda della maggiore attenzione che si presta al contesto storico o all'evoluzione propriamente letteraria.
- Storicamente, si postula un'evoluzione in linea con i successivi momenti storici: 
- epoca pre-alfonsina (fino al 1245)
- epoca alfonsina (fino al 1280)
- epoca incentrata su Dionigi del Portogallo (tra il 1280 e il 1300)
- epoca post-dionigiana (fino al 1350).
- Il tentativo di combinare entrambe le prospettive darebbe come risultato la seguente periodizzazione:

1) Dal 1189, data probabile della composizione più antica conosciuta, fino al 1232, anno in cui il re Ferdinando III di Castiglia andò in pellegrinaggio a Santiago di Compostela. È una fase di influsso provenzale, nella quale predominano le cantigas de amor.
2) Dal 1232 al 1325, allorché muore il re poeta Dionigi del Portogallo. È l'epoca di maggiore splendore della lirica galiziano-portoghese, soprattutto alla corte dei re castigliani Ferdinando III e Alfonso X, e in quella di Dionigi del Portogallo, nipote del Re Saggio. In quest'epoca, verso il 1280, viene compilato il Canzoniere di Ajuda e anche le Cantigas de Santa María.
3) Dal 1325 fino al 1354, data della morte di Pietro del Portogallo, conte di Barcelos, figlio di Dionigi. Molto probabilmente è in quest'epoca che si redigono il Canzoniere Colocci-Brancuti e quello della Biblioteca Vaticana.
- Per ultimo, una proposta[3] incentrata quasi esclusivamente su criteri letterari, darebbe come risultato la seguente descrizione:
  1. ca. 1200-1225: impregnazione della poesia trobadorica occitana.
  2. ca. 1225-1250: fissaggio dei tre generi principali da parte della piccola nobiltà galiziana e nel nord del Portogallo, dopo l'adozione rielaborata della poesia occitana.
  3. ca. 1250-1300: periodo di splendore: importante attività trobadorica nelle corti di Alfonso X e Sancho IV di Castiglia e di Alfonso III e Dionigi del Portogallo.
  4. ca. 1300-1350: periodo di progressiva regressione; dopo l'esaurimento e l'usura del modello, si entra in un periodo di decadenza creativa, che non viene sostituito da altri modelli. Viene a mancare anche un mecenatismo che eguagli quello di Alfonso X e di un centro culturale come punto di riferimento. Per il resto, diversi problemi storico-sociali (peste, desinteresse dell'aristocrazia...) crearono un ambiente ostile alla possibilità di continuare un'esperienza letteraria simile a quella realizzata fino allora.

## Icancioneros(canzonieri)
Esistono tre canzonieri principali che raccolgono le composizioni della lirica galiziano-portoghese. Tra questi il più antico è il Canzoniere di Ajuda, compilato possibilmente verso il 1280. Gli altri due sono copie molto più tardive, per cui sono considerate apografe: il Canzoniere Colocci-Brancuti (anche conosciuto come Canzoniere della Biblioteca Nazionale) e il Canzoniere della Biblioteca Vaticana. Entrambi furono copiati in Italia ai principi del XVI secolo, ma presumibilmente dovrebbero far riferimento a un codice precedente, compilato forse da Pietro del Portogallo, conte di Barcelos nella prima metà del secolo XIV. Il Canzoniere di Ajuda raccoglie solo cantigas de amor; negli altri sono rappresentati i tre generi principali (de amor, de amigo e de escarnio) e offrono composizioni risalenti a una data posteriore.
A questi tre canzonieri bisogna aggiungere due pergamene comprensive di notazione musicale:
- la Pergamena Vindel, rinvenuta nel 1914, che contiene sette cantigas de amigo attribuite al giullare galiziano Martín Codax.
- la Pergamena Sharrer, scoperta nel 1990, a Lisbona, con sette cantigas de amor composte dal re portoghese Dionigi.

Il monumento più importante della lirica religiosa in galiziano-portoghese sono le Cantigas de Santa Maria, di Alfonso X il Saggio (il quale non fu sicuramente l'autore di tutti i componimenti poetici, ma solo di alcuni). Questa opera, composta da 427 cantigas, è giunta fino ai noi in quattro codici diversi: due si conservano nella Biblioteca di El Escorial, un altro nella Biblioteca Nazionale di Madrid, e il quarto nella Biblioteca Nazionale di Firenze. I primi tre conservano anche la musica delle cantigas, che sono state interpretate e registrate in numerose occasioni.

## Generi

### Generi maggiori: lecantigas
I poemi lirici galiziano-portoghesi ricevono il nome generico di cantigas. Tuttavia, esistono vari sottogeneri ben differenziati. Nel canzoniere Colocci-Brancuti viene compresa un'arte de trovar nel quale si menzionano quattro generi differenti:
- cantigas de amor,
- cantigas de amigo,
- cantigas de escarnio
- e cantigas de maldecir.
Questi quattro generi possono in pratica ridursi a tre, poiché le differenze tra le cantigas de escarnio e le cantigas de maldecir sono minime.
- Cantigas de amor: sono la trasposizione in galiziano-portoghese della canso provenzale. Il trovatore si rivolge alla sua donna, alla quale rimprovera il suo rifiuto o il suo sdegno, con una terminologia prelevata dal mondo feudale. Queste cantigas mancano di solito del ritornello, e hanno una struttura metrica ben definita.

- Cantigas de amigo: è un genere esclusivo della lirica galiziano-portoghese, senza precedenti nella letteratura provenzale. Il personaggio narrante è sempre una donna, in situazioni che si ripetono con frequenza (pellegrinaggi, ecc...) e il tema è sempre l'amore. Un ruolo di grande importanza viene svolto dalla natura. La sua struttura metrica si basa sul parallelismo.

- Cantigas de escarnio y de maldecir: il suo precedente provenzale è riscontrabile nel sirventés.

### Generi minori
- Tenzón: cantiga dialogata nella quale, seguendo lo stesso schema metrico, due trovatori intavolano un confronto satirico o di opinioni. Si conservano circa una trentina di testi di questo tipo, tutti databili tra il 1250 e il 1280. Esiste, inoltre, la variante del partimen o joc partit, una tenzón esposta in forma di gioco argomentativo la quale viene giudicata imparzialmente da una terza persona.
- Cantiga de seguir: cantiga che imita un altro componimento poetico; l'imitazione, letterale o con modificazioni, poteva riguardare la musica, la struttura, il refrán o ritornello... Normalmente derivano dalle cantigas de escarnio, ma ci sono alcuni esempi riferibili alle cantigas de amigo.
- Pranto (in spagnolo, llanto o lamento): cantiga che esprime dolore per la morte di un personaggio illustre; si conservano cinque testi (quattro sono di Pero da Ponte, datate tra il 1235 e il 1252) che seguono il modello provenzale e classico.

### Generi contaminati
- Descordo: cantigas di origine provenzale che presentano o alternanza dello schema metrico e melodico da una strofa all'altra, o alternanza di lingue e temi. Si conservano non più di 5 cantigas di questo genere.
- Pastorela: si discute se si tratta di una semplice variante delle cantigas de amor o delle cantigas de amigo. Si conserverebbero sette testi che potrebbero considerarsi come racconti, sebbene presentino un alto grado di ibridazione e di mancanza di coesione interna.
- Lai: cantigas con una modalizzazione narrativa imperniate sul lamento amoroso; il suo contenuto è vincolato alla materia di Bretagna. Si conservano 5 testi di questo tipo, tre dei quali sono traduzioni libere di lais francesi. Sono a volte considerate varianti delle cantigas de amor e delle cantigas de amigo.
- Alba: genere di origine provenzale che nella lirica galiziano-portoghese manca di caratteristiche essenziali, per esempio, per quanto riguarda il lamento della donna per la separazione dall'amato con l'arrivo dell'alba. Solo una cantiga mostra questo schema: "Levad'amigo que dormides as manhanas frias" di Nuno Fernandes Torneol.

## Aspetti formali
La forma delle cantigas galiziano-portoghesi è la conseguenza di una sintesi tra la tradizione provenzale e quella autoctona; il risultato è una produzione più omogenea di quella, anche se con piccole distorsioni come l'impossibilità di un isosillabismo costante dovuto al peso della tradizione orale. Il ricorso generico caratteristico della lirica galiziano-portoghese è il parallelismo, che si manifesta in maniere molto differenti.
- Strofe (denominate all'epoca, cobras): si distinguono le cantigas de maestría (senza ritornello, che seguono la forma provenzale) e le cantigas de refrán (in cui il ritornello è indipendente ritmicamente dal resto della cantiga; sono le eredi della tradizione autoctona).

Il numero di versi che presentano di solito oscilla da sei a sette; in quelle di tre, di frequente, il terzo verso si ripete come ritornello alla fine di ogni strofa.
Tecnicamente, la concatenazione strofica risulta essenziale per lo sviluppo tematico delle composizioni. Si possono distinguere, a questo proposito:
- cobras dobras, quelle che ripetono le stesse rime ogni due strofe,
- cobras unissonans, quelle che ripetono la rima in tutte le strofe,
- cobras singulars, quelle che presentano il cambio di rima ad ogni strofa.

Rispetto alla relazione inter-strofica, le rime si possono ripetere in diversi modi dando luogo a distinti tipi di strofe:
- cobras capcaudadas, la rima dell'ultimo verso di una strofa si ripete nel primo della seguente.
- cobras capfinidas, una parola dell'ultimo verso di una strofa apre il primo verso della seguente.
- cobras capdenals, una o diverse parole di un verso di una strofa si ripetono nello stesso verso delle strofe successive.

Altri ricorsi strutturali sono 
- il dobre / mozdobre (ripetizione in posizione simmetrica di parole con o senza variazioni morfologiche);
- la palavra perduda (incorporare in una strofa un verso senza rima);
- l'encabalgamiento (enjambement), che può arrivare fino alla fine della cantiga, la quale termina in una nuova unità metrica di circa tre versi denominata finda (in questo caso si parla di cantigas ateúdas o ata-finda);
- e il leixaprén, ricorso proprio della tradizione popolare galiziano-portoghese.
- Versi: la metà delle cantigas pervenuteci utilizzano il decasillabo; nel resto si trovano ottosillabi e eptasillabi.
- Rima: si presentano casi di rima maschile (tra parole ossitone) e rima femminile (tra parole parossitone).
- Figure retoriche: anafora, sinonimia, sineddoche, inversione di parole, antitesi, metafora (di ispirazione feudale), similitudine, allitterazione, paronomasia, amplificazione e accumulazione polisindetica (in lode alla donna e all'amore del poeta), iperbole, apostrofe, equivoco e ironia (nella cantiga de escarnio), ecc.

## Tipi di artisti coinvolti
A differenza della cultura trovadorica provenzale (principalmente aristocratica), la lirica galiziano-portoghese ha assimilato molti elementi di carattere popolare, per cui tra i suoi artisti si possono trovare sia servitori che re.
Conformemente alla terminologia dell'epoca, si possono distinguere i seguenti tipi di poeti e artisti:
- Trovatore
- Giullare
- Segrel: un trovatore professionale che accettava denaro per l'interprezione delle sue composizioni. Quasi sempre erano valvassori poveri o gente della bassa nobiltà.
- Menestrello: strumentista che eseguiva, insieme ad altri, l'accompagnamento musicale delle cantigas.
- Soldadera: donna di discutibile moralità che ballava e realizzava esercizi ginnici durante l'esecuzione delle cantigas (un famoso esempio è rappresentato da María a Balteira).

Si conservano composizioni di circa 170 autori (trovadores) (anche se per molti di loro si conosce solo il nome) tra cui:
- Afonso Sanches
- Aires Corpancho
- Airas Nunes (secolo XIII)
- Bernal de Bonaval (secolo XIII)
- Dionigi I del Portogallo
- João Airas de Santiago
- João Garcia de Guilhade
- João Soares de Paiva (secolo XII)
- João Zorro
- Paio Gomes Charinho
- Paio Soares de Taveirós (secoli XII-XIII)
- Mendinho (secoli XIII-XIV)
- Martín Codax (secoli XIII-XIV)
- Nuno Fernandes Torneol
- Pero da Ponte
- Pietro Alfonso del Portogallo, conte di Barcelos